# 大坂孝之介
大坂 孝之介（おおさか こうのすけ、1982年3月10日 - ）は、音楽家・作曲家。神奈川県横浜市金沢区出身。血液型A型。バンド・湘南探偵団の元メンバー。解散後はツアーバンドのサポートメンバーとしても活動。

## 略歴・人物
身長176cm、体重60kg。ピアノ、キーボードの他にオルガン、トロンボーン、オーボエなどを弾きこなす。学生時代から作曲、バンドアレンジなど創作活動を開始。早稲田大学ハイソサエティオーケストラのレギュラーピアニストとして4年間在籍した。2003年、地元で湘南探偵団の前身バンド・Half Milesを結成。2005年にメジャー・デビューを果たし、2006年7月に解散。バンド解散後は、中村中、高杉さと美、加藤和樹、キマグレン、西野カナらツアーバンドのサポートメンバーとして活動。2007年に中孝介のシングル・タイトルチューンに楽曲提供し、作曲家としてもデビュー。

## ディスコグラフィー
アルバム『SKETCHES』（ピアノソロ）
1. If You Were
2. Passage
  - イマザトリョウの作詞で、いつか / ITSUKAが歌唱している。[4]
3. 夏草
4. 色とりどりの傘
5. ネバーランド
6. 雪の朝
7. もっとやさしく
8. イッティ・ビッティ
9. 一億光年の彼方
10. 旅人の歌

## 楽曲提供
- 中孝介[5]
  - 『種をまく日々』 - テレビ東京系アニメ「BLEACH」エンディングテーマ
  - 『春』
  - 『おてもやん』 - アルバム『キセキノカケラ』収録
- Alice
  - 『Believe my way』 共作曲
- 森恵
  - 『そばに』編曲[6]

## サポート活動
- 槇原敬之 2025ツアー ”Showcase the Live!" キーボード担当[7]
- 井上苑子 『どんなときも。』ピアノ担当[8]

## 出演
2021年8月31日イムズの閉館に際して開催された「イムズ音楽祭FINAL!」に出演。シンガーソングライターの手嶌葵と共演した。